# Michal Rozsíval
Michal Rozsíval (* 3. September 1978 in Vlašim, Tschechoslowakei) ist ein ehemaliger tschechischer Eishockeyspieler, der im Verlauf seiner aktiven Karriere zwischen 1995 und 2017 unter anderem 1066 Spiele für die Pittsburgh Penguins, New York Rangers, Phoenix Coyotes und Chicago Blackhawks in der National Hockey League auf der Position des Verteidigers bestritten hat. Mit den Chicago Blackhawks gewann Rozsíval in den Jahren 2013 und 2015 den Stanley Cup. Darüber hinaus errang er mit der tschechischen Nationalmannschaft die Goldmedaille bei der Weltmeisterschaft 2010.

## Karriere
In Tschechien spielte Rozsival für den HC Dukla Jihlava, bevor er beim NHL Entry Draft 1996 von den Pittsburgh Penguins in der vierten Runde an 105. Stelle ausgewählt wurde. Er wechselte anschließend zu den Swift Current Broncos, die ihn beim CHL Import Draft 1996 in der zweiten Runde als insgesamt 49. Spieler gezogen hatten, in die Western Hockey League. 1998 wurde er als bester Verteidiger der WHL mit der Bill Hunter Memorial Trophy ausgezeichnet sowie in das First All-Star-Team der Eastern Conference der WHL und in das Second All-Star-Team der gesamten Canadian Hockey League gewählt.
Nach zwei Jahren in der WHL holten die Penguins ihn 1998 in die American Hockey League zu ihrem Farmteam, den Syracuse Crunch. Die Saison 1999/2000 spielte er dann durchgehend mit den Pittsburgh Penguins in der NHL. Das Jahr darauf spielte er die halbe Saison im Farmteam bei den Wilkes-Barre/Scranton Penguins in der AHL. Die beiden kommenden Jahre konnte er seinen Stammplatz in der NHL behaupten, bis er im September 2003 durch eine Knieverletzung ausfiel.
Statt einer Rückkehr in die NHL streikte die Liga und so kehrte er für die Saison 2004/05 in seine Heimat zurück. Dort spielte er für den HC Oceláři Třinec und den HC Moeller Pardubice.
Zur Saison 2005/06 konnte er wieder in der NHL auflaufen. Sein neues Team waren die New York Rangers. Dort hatte er einen erfolgreichen Einstand. Gemeinsam mit Wade Redden hatte er den besten Wert in der Plus/Minus-Wertung.
Im Januar 2011 wurde Rozsíval im Tausch gegen Wojtek Wolski an die Phoenix Coyotes abgegeben und absolvierte bis 2012 über 100 Partien für die Coyotes. Am 11. September 2012 unterschrieb er einen Einjahresvertrag bei den Chicago Blackhawks. Nachdem er mit der Mannschaft 2013 den Stanley Cup gewonnen hatte, erhielt der Tscheche einen neuen Zweijahresvertrag in Chicago. 2015 gelang der erneute Gewinn des Stanley Cups. Nachdem er verletzungsbedingt kein Spiel der Saison 2017/18 absolviert hatte, wurde sein auslaufender Vertrag in Chicago im Sommer 2018 nicht verlängert.
Seit 2020 ist er Assistenzcoach beim Nachwuchsklub Chicago Mission, wo sein Sohn Dominik spielt.

## International
Im Juniorenbereich nahm Rozsíval für Tschechien an der U18-Europameisterschaft 1996 teil.
Mit der tschechischen Nationalmannschaft spielte er bei den Weltmeisterschaften 2008 und 2010, wobei 2010 der Weltmeistertitel errungen wurde. Zudem vertrat er seine Farben bei den Olympischen Winterspielen 2014 in Sotschi.

## Erfolge und Auszeichnungen
| - 1998 Bill Hunter Memorial Trophy - 1998 WHL East First All-Star Team - 1998 CHL Second All-Star Team - 2005 Tschechischer Meister mit dem HC Moeller Pardubice | - 2006 NHL Plus/Minus Award (gemeinsam mit Wade Redden) - 2008 Victoria-Cup-Gewinn mit den New York Rangers - 2013 Stanley-Cup-Gewinn mit den Chicago Blackhawks - 2015 Stanley-Cup-Gewinn mit den Chicago Blackhawks |

### International
- 2010 Goldmedaille bei der Weltmeisterschaft

## Karrierestatistik

### International
Vertrat Tschechien bei:
- U18-Junioren-Europameisterschaft 1996
- Weltmeisterschaft 2008
- Weltmeisterschaft 2010
- Olympischen Winterspielen 2014

(Legende zur Spielerstatistik: Sp oder GP = absolvierte Spiele; T oder G = erzielte Tore; V oder A = erzielte Assists; Pkt oder Pts = erzielte Scorerpunkte; SM oder PIM = erhaltene Strafminuten; +/− = Plus/Minus-Bilanz; PP = erzielte Überzahltore; SH = erzielte Unterzahltore; GW = erzielte Siegtore; 1 Play-downs/Relegation; Kursiv: Statistik nicht vollständig)